# Graham Poll

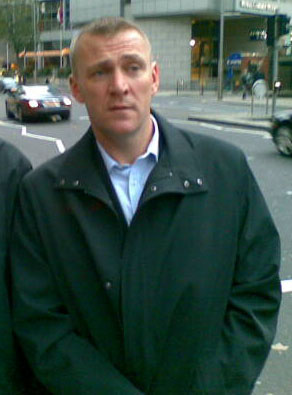
Graham Poll.

Graham Poll (nacido el 29 de julio de 1963 en Tring, Hertfordshire) es un árbitro de fútbol inglés quien aún se desempeña como tal en la FA Premier League. Con 26 años de experiencia amparándolo es considerado uno de los mejores árbitros de la Liga de su país, haciéndose cargo de partidos de mucha importancia. 

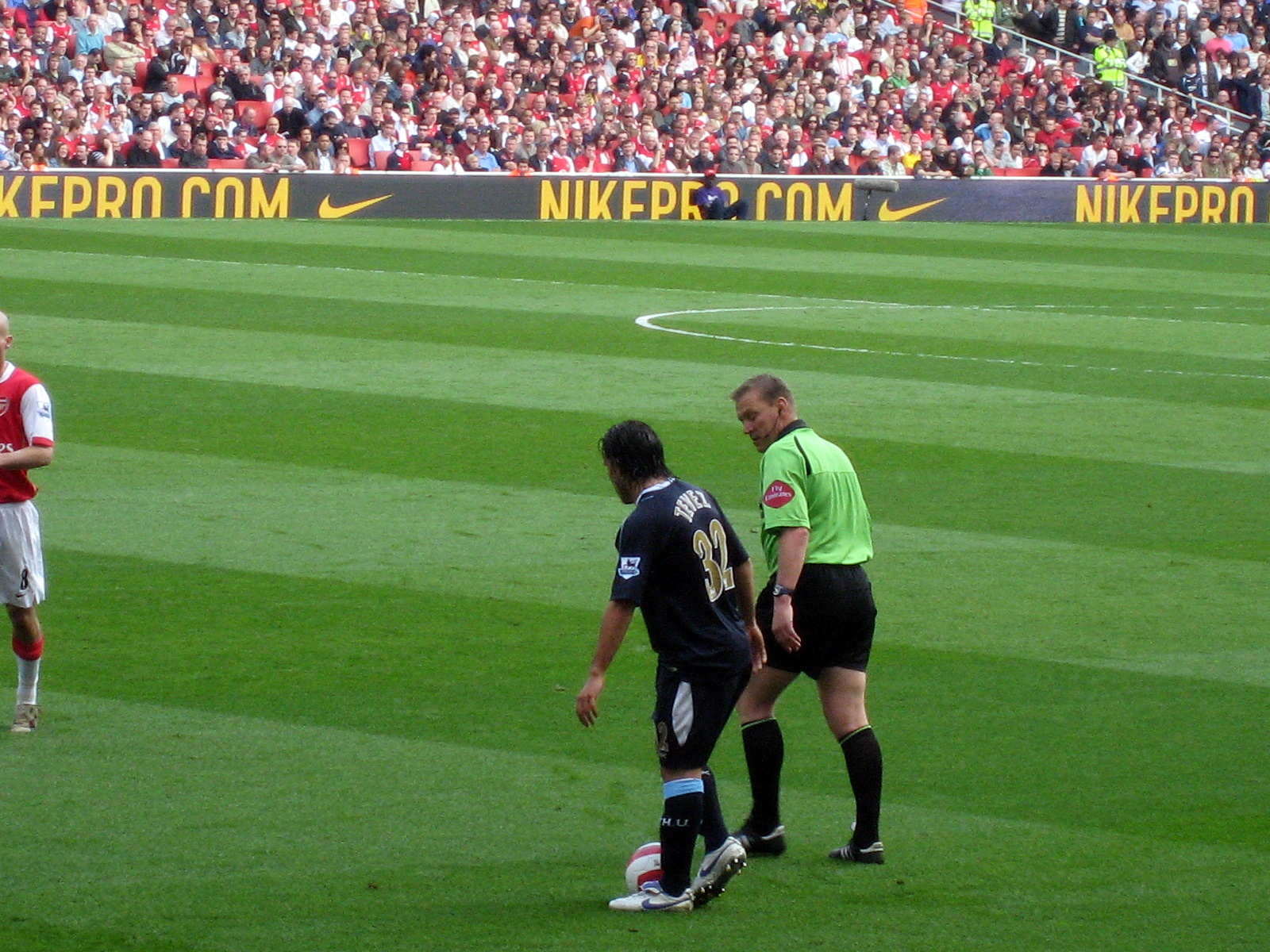
Graham Poll dirigiendo un Arsenal frente al West Ham United en 2007

Pese a ser uno de los mejores árbitros en su país, una serie de errores en la Copa Mundial de Fútbol de 2006, en especial uno, marcaron el final de su carrera internacional. Se cree que debido a su error en el partido entre Australia y Croacia donde mostró tres tarjetas amarillas a un jugador croata antes de expulsarlo y no sancionar dos penaltis claros para los australianos fueron lo que lo llevó a retirarse de las competiciones internacionales. 